# منتخب آيسلندا لكرة القاعدة
منتخب آيسلندا لكرة القاعدة هو ممثل آيسلندا الرسمي في المنافسات الدولية في كرة القاعدة
.